# Morris Ginsberg
Morris Ginsberg (* 1889; † 1970) war ein aus dem zum Russischen Reich gehörigen Litauen stammender, britischer Soziologe, der als Professor an der London School of Economics and Political Science (LSE) forschte und lehrte. 1955 bis 1957 amtierte er als erster Präsident der British Sociological Association.
Ginsberg, dessen erste Sprache Jiddisch war, wanderte ins Vereinigte Königreich aus, um in Manchester im Geschäft von Verwandten zu arbeiten und sich gleichzeitig auf die Aufnahme an der  Universität vorzubereiten. 1910 begann er ein Philosophie-Studium am University College London (UCL) und machte 1915 das Master-Examen. Danach war er zeitweilig Dozent an der LSE und dem UCL. 1929 trat er die Nachfolge von Leonard Trelawny Hobhouse als Martin-White-Professor für Soziologie an der LSE an. Den Lehrstuhl hatte er bis 1954 inne, als Emeritus lehrte er bis 1968 an der Fakultät.

## Schriften (Auswahl)
- On justice in society. Penguin Books, Baltimore 1965.
- The psychology of society. 9. Auflage, Barnes & Noble New York 1964.
- Law and opinion in England in the 20th century. Stevens, London 1959.
- Sociology. Oxford University Press, London/New York 1949.
- Studies in sociology. Methuen & Co., Ltd., London 1932.